# قرار مجلس الأمن التابع للأمم المتحدة رقم 172
قرار مجلس الأمن التابع للأمم المتحدة رقم 172 الذي اعتمد بالإجماع يوم 26 يوليو عام 1962، بعد فحص طلب جمهورية رواندا لعضوية الأمم المتحدة، أوصى المجلس الجمعية العامة بقبول جمهورية رواندا.